# Trichocladium constrictum
Trichocladium constrictum är en svampart som beskrevs av I. Schmidt 1985. Trichocladium constrictum ingår i släktet Trichocladium och familjen Chaetomiaceae.   Inga underarter finns listade i Catalogue of Life.